# دویلیو کولتی
دویلیو کولتی (ایتالیایی: Duilio Coletti؛ ۲۸ دسامبر ۱۹۰۶ – ۲۲ مهٔ ۱۹۹۹) کارگردان فیلم و فیلم‌نامه‌نویس اهل ایتالیا بود.

## حرفه
بین سال‌های ۱۹۳۴–۱۹۷۷ وی ۲۹ فیلم کارگردانی نمود.

## بخشی از فیلم‌شناسی
- زن زناکار (۱۹۴۶)
- قلب و روح (۱۹۴۸)
- آنتسیو (۱۹۶۸)